# كفر الحمام (الغربية)
كفر الحمام إحدى قرى مركز بسيون التابع لمحافظة الغربية بجمهورية مصر العربية.

## التاريخ
هي قرية قديمة كانت تسمى بعطف شبراتني، غير اسمها في العهد العثماني إلى كفر الحمام وبه وردت في كتاب وصف مصر وفي تاريخ 1228هـ/1813م الذي عدّ قرى مصر بعد المسح الذي قام به محمد علي باشا.

## السكان
بلغ عدد سكان كفر الحمام 6992 نسمة حسب تقدير عام 2018.
| السنة  | 1882 | 1897 | 1907 | 1927 | 1947 | 1960 | 1976 | 1986 | 1996 | 2006  | 2018 |
| ------ | ---- | ---- | ---- | ---- | ---- | ---- | ---- | ---- | ---- | ----- | ---- |
| القرية | 1097 | 1572 | 1876 | 1953 | 2030 | 2612 | 3097 | 3996 | 5009 | 5,812 | 6992 |